# Вторая Мессенская война
Вторая Мессенская война — конфликт между Спартой и подчинённой ей ранее Мессенией, произошедший в 685 — 668 гг. до н. э. Причиной войны, главным образом, послужило восстание жителей территории, ставшее реакцией на жёсткий строй, установленный там спартанцами после завоевания. Возглавил восстание Аристомен.

## Ход событий
Жители Мессении, подвергавшиеся притеснениям со стороны Спарты, в 685 году до н. э. начали вооружённую борьбу с завоевателями. Войска возглавил Аристомен. Заключив союз с некоторыми городами Аркадии, он первоначально нанёс сопернику ряд поражений. Спарта была вынуждена направить на подавление восстания все имевшиеся силы, а затем даже просить помощи у других греческих полисов.
Спарте далеко не сразу удалось подавить мессенское восстание. В этот период она сама была значительно ослаблена противостояниями с другими государствами, а кроме того, переживала период становления государственности. Перелом в ходе войны произошёл после предательства мессенцев союзниками.
В 676 году до н. э. состоялось сражение у Большого рва, которое закрепило за Спартой военную инициативу, однако не стало завершающим в войне. После этого противостояние продолжалось ещё около 11 лет.
В ходе длительной войны мессеняне были разгромлены. Аристомен отплыл на Родос, чтобы оттуда просить помощи у лидийцев и мидян, однако вскоре умер. Для жителей Мессении гибель своего вождя и национального героя означала поражение в войне. Часть из мессенян переселилась на остров Сицилия, где они заняли город Занкла, переименованный позднее в Мессану (совр. Мессина), оставшиеся же на родине, завоеванной спартанцами, были превращены ими в илотов. Спарта стала господствующим государством в южном Пелопоннесе.